# María Ángeles Pérez Samper
María de los Ángeles Pérez Samper (Barcelona, 1949) es una historiadora española.

## Biografía
Nacida en Barcelona en 1949, en 1973 se licenció en Filosofía y Letras por la Universidad de Barcelona con Premio Extraordinario de Licenciatura y en 1978, por esa misma universidad, se doctoró en Historia Moderna gracias a su tesis Barcelona, Corte. Las visitas reales en la época contemporánea, que fue calificada con un sobresaliente cum laude. Entre 2002 y 2009 fue directora del departamento de Historia Moderna de la Universidad de Barcelona y, entre 2010 y 2014, fue presidenta de la Fundación Española de Historia Moderna. Actualmente, y desde 1997, es catedrática de Historia Moderna de la Universidad de Barcelona. Además, es miembro correspondiente de la Real Academia de la Historia y colaboradora habitual de la revista La Aventura de la Historia.

## Obras
- Barcelona, Corte. La visita de Carlos IV en 1802, Publicaciones de la Cátedra de Historia General de España (Barcelona, 1973).
- Las claves de la Europa renacentista 1453-1556, Editorial Planeta (Barcelona, 1991).
- Catalunya i Portugal el 1640. Dos pobles en una cruïlla, Curial (Barcelona, 1992).
- Las monarquías del absolutismo ilustrado, Síntesis (Madrid, 1993).
- La vida y la época de Carlos III, Editorial Planeta (Barcelona, 1998).
- La España del Siglo de las Luces, Ariel (Barcelona, 2000).
- Isabel de Farnesio, Plaza y Janés (Barcelona, 2003).
- Isabel la Católica, Plaza y Janés (Barcelona, 2004).
- Poder y seducción. Grandes damas de 1700, Temas de Hoy (Madrid, 2005).
- Mesas y cocinas en la España del siglo XVIII, Ediciones Trea (Gijón, 2011).